# Orka (obraz)
Orka – obraz olejny autorstwa polskiego malarza Józefa Chełmońskiego, ukończony w 1896 roku. Znajduje się w zbiorach Muzeum Narodowego w Poznaniu.

## Historia
Józef Chełmoński namalował obraz Orka w 1896 w Kuklówce Zarzecznej na Mazowszu, gdzie osiedlił się w 1889 i mieszkał do śmierci w 1914 (zob. dworek Józefa Chełmońskiego). Dzieło zostało namalowane na zamówienie Adama Krasińskiego, zamieszkałego nieopodal malarza, mogło powstawać w Woli Pękoszewskiej. Do zakupu namówiła go żona Lucjana Wrotnowskiego, wiceprezesa TZSP.
Genezę tworzenia obrazu opisała Pia Górska, w książce wydanej w 1932 Józef Chełmoński. Wspomnienia, gdzie opisała, że po stworzeniu szkicu wystąpił problem ze znalezieniem odpowiedniego modela, ponieważ żaden z sąsiadujących z nim gospodarzy nie chciał pozować, ani udostępnić mu wołów. Kwestię tę rozwiązał ojciec Górskiej udostępniając malarzowi rataja z parą wołów, które sam Chełmoński wybierał. W plenerze pojawił się problem ze światłem, który również rozwiązał Jan Górski zlecając wybudowanie rusztowania z materiałem, który zacieniał obraz.
Obraz później stał się własnością Galerii Rogalińskiej Edwarda Aleksandra Raczyńskiego, która go odziedziczyła. Obraz później został nabyty przez Muzeum Narodowe w Poznaniu z siedzibą przy alei Karola Marcinkowskiego 9, które podjęło decyzję o umieszczeniu dzieła w „Galerii Sztuki Polskiej koniec XVIII w. do 1939 r.”. Obraz stanowi prawną własność Fundacji im. Raczyńskich przy Muzeum Narodowym w Poznaniu.
W 2018 roku obraz został czasowo usunięty z Muzeum Narodowego w Poznaniu, a następnie został przetransportowany do Muzeum im. Jacka Malczewskiego w Radomiu, gdzie został zaprezentowany w „Galerii malarstwa polskiego XIX i XX wieku”.
Swego rodzaju pastiszem dzieła jest płótno pt. Orka autorstwa Witolda Wojtkiewicza z 1905 roku.

## Opis
Obraz przedstawia rolnika orzącego pole o świcie, w świetle wschodzącego słońca. Na pierwszym planie widoczne są ptaki zjadające bezkręgowce, odsłonięte podczas przerzucania skib. Postać rolnika, który jest zgarbiony nad pługiem ukazuje znaczny wysiłek fizyczny – mocno dociska lemiesz do ziemi, wkładając w pracę całą swoją siłę. Ubrany jest w białą sukmanę, bosymi stopami dotyka ziemi. Woły, ciągnące pług, prężą się w napięciu, z ich nozdrzy unosi się para, a z pochylonych łbów kapie ślina. 
Za rolnikiem rozciąga się rozległa, niezmierzona połać uprawnej ziemi, nad którą wznosi się niebo o subtelnych barwach niebieskiego i zieleni. Centralny punkt kompozycji jest rozświetlony przez wschodzące słońce, które otoczone jest delikatną, różową poświatą. Na drugim planie, z lewej strony pola, w oddali znajduje się wiejska zabudowa, a przed nią samotnie stojący krzyż. 
Obraz utrzymany jest w ciemnej, zdominowanej przez brązy palecie barw, co nadaje mu surowy nastrój. Kompozycja oparta jest na diagonalnej linii prowadzącej od lewego dolnego rogu w kierunku prawego górnego rogu, podkreślając dynamikę sceny i symbolicznie wskazując na trud rolniczej pracy jako element wzniosły. 
Dzieło ukazuje głęboką zależność wsi od natury oraz harmonijne, choć pełne trudu współistnienie człowieka z ziemią. Bosy rolnik symbolizuje bezpośrednią więź z naturą, której jest częścią. Obecność krzyża na horyzoncie wzmacnia wymiar duchowy – odwołuje się do biblijnego nakazu „czyńcie sobie ziemię poddaną”, nadając pracy na roli wymiar niemal sakralny. 
Obraz jest przedstawieniem sztuki realizmu. Płótno ma 144,5 cm wysokości i 217 cm szerokości.

## Opinie
W 1897 roku obraz został po raz pierwszy zaprezentowany publicznie w Sukiennicach w Krakowie, gdzie dzieło oglądał m.in. Stanisław Wyspiański. Wypowiedział się on o obrazie następująco:

Jest w tym obrazie rzecz, którą zauważyłem pierwszy raz, zgrzyt żelaziwa w pługu, stąpanie ciężkie wolich łap, świerkotanie, ciurkanie skowronka… chłód ranny świeży, który słońce rozwieje, róż silny, róż mocny jutrzany…